# Alarmtapete
Alarmtapeten sind elektrische Alarmmelder einer Einbruchmeldeanlage. Sie bestehen aus Papier- oder Fliesbahnen (Tapeten) mit eingewirkten parallel verlaufenden Drähten oder aufgebrachten Alarmstreifen. 
Je nach Abstand der eingearbeiteten Drähte oder Streifen können somit Wandflächen auf Durchstieg oder Durchgriff überwacht werden.